# Radio (canción de The Corrs)
«Radio» es una de las canciones más populares de la banda irlandesa The Corrs, y primer sencillo de su álbum Unplugged de 1999, grabado junto a la Orquesta de Dublín. 
El tema fue compuesto por Sharon Corr, violinista del grupo, y fue interpretada en los Premios Nobel de la Paz en Oslo en 1999 y en los MTV Europe Music Awards en Dublín. Sería un adelanto del siguiente álbum de estudio de la banda, In Blue, donde se incluyó una versión de estudio de "Radio", aunque como sencillo permanecería la versión Unplugged. También se versioneó con la BBC Orquesta en la Navidad de 2000 y de nuevo con la Orquesta de Dublín para VH1 Presents: The Corrs, Live In Dublin en 2002.

## Sencillo
1. "Radio (Radio Edit)" - 4:15
2. "Dreams" - 3:43
3. "Radio" - 5:00

## Listas
| Año  | Lista                           | Posición |
| ---- | ------------------------------- | -------- |
| 1999 | Los 40 Principales España       | 1        |
| 1999 | Irish Singles Chart             | 20       |
| 1999 | UK Charts                       | 18       |
| 1999 | New Zeland Singles Charts       | 19       |
| 1999 | Netherlands Mega Single Top 100 | 24       |

- Datos: Q2500329